# 式守与太夫 (8代)
8代式守与太夫（はちだい しきもり よだゆう、1892年7月6日 - ? ）は、大相撲の元三役格行司。三役格としての在位期間は1939年1月～1959年11月。本名、伊藤喜三郎。

## 人物
東京生まれで本所の銭湯要湯の三男。伊勢ノ海部屋→錦島部屋所属。式守要人で初土俵。1902年1月番付行司欄に載る。のち式守喜三郎と改める。1913年春場所から1915年春場所まで兵役のためか番付から消える。1915年時点では青白房（十両格）であった。1918年夏場所2日目に本足袋（幕内格）に昇格。1919年春場所、式守要人に改名。1929年春場所、式守喜三郎と改める。1936年5月式守与太夫を襲名。
1939年1月三役格に昇進。以来20年間三役格行司で在位し続けたが草履をはくことはできず、立行司にも昇進できなかった。
1959年11月限り行司に定年制度が実施されることになり、67歳で定年退職。1960年1月他の引退する4名の行司と引退相撲を行う。しばらく健在だったようだがその後の消息は不明。

## 略歴
- 初土俵
- 1902年春場所　番付初掲載
- 青白房（十両格）昇格
- 1918年夏場所　場所中に幕内格に昇格
- 1936年夏場所　8代式守与太夫
- 1939年春場所　三役格昇格
- 1959年11月場所限り定年退職。